# Australian Aid
Australian Aid — це бренд, який використовується для позначення проєктів у країнах, що розвиваються, які підтримує Уряд Австралії. Станом на 2014 рік відповідальність за офіційну допомогу розвитку Австралії для країн, що розвиваються, покладено на Департамент закордонних справ і торгівлі Австралії (Department of Foreign Affairs and Trade, DFAT).
Австралійське агентство з питань допомоги розвитку (Australian Development Assistance Agency, ADAA) було засноване у 1974 році урядом Гофа Вітлема, у 1976 році перейменоване на Австралійське бюро допомоги розвитку (Australian Development Assistance Bureau, ADAB), а у 1987 році — на Австралійське бюро міжнародної допомоги у цілях розвитку (Australian International Development Assistance Bureau, AIDAB). У 1995 році воно стало Австралійським агентством з питань міжнародного розвитку (Australian Agency for International Development), відомим також як AusAID. У 2014 році агентство було інтегроване до складу Департаменту закордонних справ і торгівлі Австралії без попередніх консультацій за рішенням уряду Тоні Ебботта, при цьому допомогу більшості регіонів, окрім Тихоокеанського регіону, було значно скорочено.

## Проєкти

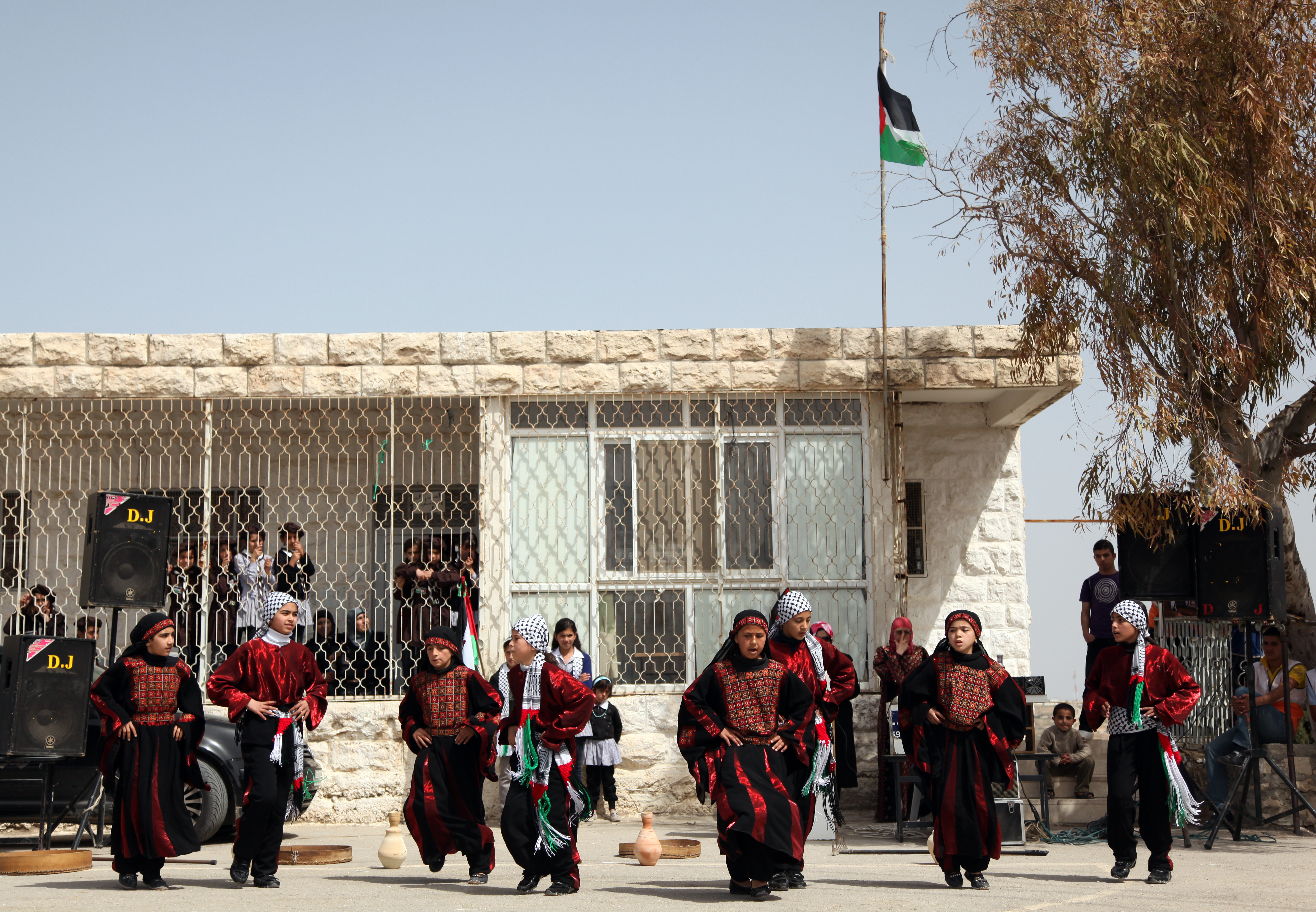
Дівчата танцюють Дабке (палестинський національний фольклорний танець) під час святкування відкриття нових санітарно-гігієнічних об’єктів, побудованих UNICEF за фінансуванням AusAid у початковій школі для дівчат Al Shioukh, Хеврон, 2011.

Програми діють в п’яти окремих регіонах: Папуа-Нова Гвінея, Південна Азія (Бангладеш, Бутан, Індія, Мальдіви, Непал, Пакистан і Шрі-Ланка), Східна Азія (М’янма, Камбоджа, Китай, Східний Тимор, Індонезія, Лаос, Монголія, Філіппіни, Таїланд і В’єтнам), Тихоокеанський регіон (Острови Кука, Фіджі, Кірибаті, Мікронезія, Науру, Ніуе, Самоа, Соломонові Острови, Токелау, Тонга, Тувалу і Вануату) та Близький Схід (Афганістан і Ірак).
AusAID також керувала програмою австралійських молодіжних послів для розвитку, яка дозволяла австралійцям віком 18–30 років брати участь у волонтерських проєктах тривалістю до року в країнах Азії та Тихоокеанського регіону. Australian Aid співпрацює з кількома австралійськими благодійними організаціями, такими як Leprosy Mission Australia, реалізуючи програми інформування, профілактики, лікування та реабілітації в Східному Тиморі, Індонезії та Непалі.

## Зовнішні посилання
- Офіційний сайт